# Battaglia del fiume Sele
La battaglia del Silarus o del Sele è stato un confronto militare avvenuto nel 71 a. C., nel contesto della terza guerra servile tra le forze romane di Marco Licinio Crasso e lo schiavo ribelle Spartaco. Quest'ultimo fu sconfitto e ucciso in battaglia. Lo scontro avvenne vicino alla foce del fiume Sele, a sud della Campania, in Italia.

## Antefatto
Nel 73 ci fu a Capua una rivolta di gladiatori della casa di Lentulo Batiato; 70 di questi al comando di Spartaco, Enomao e Crixo fuggirono, rifugiandosi sul Vesuvio e sconfiggendo il pretore Gaio Claudio Glabro che era stato inviato con un corpo di milizia per fermarli. Un destino analogo ebbero le truppe di Publio Varinio. A seguito di questi successi il loro numero aumentò a 70 000 uomini, donne e bambini, comprendendo sia schiavi fuggiaschi che pastori e trasportatori dell'Italia meridionale . A quel tempo, su circa sei milioni di abitanti della penisola, un terzo erano schiavi.
Dopo avanzarono verso sud saccheggiando la campagna italiana e passarono l'inverno nelle zone montuose tra Nola, Nuceria Alfaterna, Thurii e Metaponto. Durante questo periodo è morto probabilmente Enomao perché in seguito non è menzionato di nuovo.  Infine, con la primavera del 72 a. C. la massa di persone, il cui numero era arrivato a 150 000, iniziò un lento spostamento verso nord, presumibilmente nel tentativo di attraversare le Alpi e fuggire in Gallia. Tuttavia, le controversie tra Crixo e Spartaco portarono alla divisione delle forze: il primo si separò con 30 000 galli e germani con l'intenzione di continuare la guerra in corso dirigendosi a Monte Gargano. I romani approfittarono della situazione e attaccarono separatamente i ribelli con due eserciti consolari di 10 000 uomini ognuno.
Il console Lucio Gellio Publicola sconfisse Crixo che morì nella battaglia del Gargano, mentre il suo collega Gneo Cornelio Lentulo Clodiano provò a fare lo stesso con il gruppo di Spartaco (che aveva solo 30 000 combattenti al momento), ma fu sconfitto nel Piceno È possibile che i sopravvissuti dell'esercito di Crixo siano riusciti a riunirsi al grosso delle truppe ribelli.
Quindi Spartaco continuò la marcia verso nord, con i suoi 120 000 seguaci con un grande bottino frutto dei saccheggi, sconfiggendo nei pressi di Mutina il governatore della Gallia Gaio Cassio Longino che cercava di fermarli con due legioni .
Infine, quando aveva la possibilità di attraversare le Alpi la massa di rivoltosi si volse a sud, verso Thurii. Il motivo del cambiamento di programma non è noto, anche se l'opinione tradizionale è che gli schiavi stessi, che vedevano i loro successi, hanno deciso di continuare le loro campagne di saccheggi in Italia. Tuttavia fu possibile a circa 10 000 fuggitivi, soprattutto donne e bambini, di scappare in Gallia con successo.
A questo punto il Senato romano incaricò il ricco e influente patrizio Marco Licinio Crasso di porre fine alla rivolta servile. Gli furono assegnate sei nuove legioni oltre alle due di Gelio e Lentulo e altre due pagate da lui stesso, per un totale di circa 85 000 soldati tra legionari e truppe ausiliarie. Quando Spartaco e le sue forze si diressero nuovamente a nord, Crasso li bloccò con sei delle sue legioni ad un certo punto tra Piceno e Sannio mentre ordinava al legatus Mummio di attaccare da dietro i nemici. Tuttavia, Mummio, desideroso di prendere i meriti della vittoria attaccò prematuramente e fu sconfitto. Nonostante ciò, quando Spartaco attaccò le forze principali romane risultò sconfitto, perdendo 6 000 uomini e fu costretto a tornare a sud.
Crasso ripristinò rapidamente la disciplina nel suo esercito e fece punire le legioni con la decimatio, l'esecuzione di un uomo su dieci da parte dai suoi colleghi. Non si sa se la punizione fu applicata a tutto il suo esercito o solo alle legioni di Mummio, ma ca. 4 000 legionari potrebbero essere morti in questi eventi
Dopo di che, il corso della guerra cambiò perché l'esercito romano cominciava a perseguire i ribelli, uccidendoli a migliaia in battaglie minori, alcuni dicono fino a 30 000. Infine 100 000 schiavi si rifugiarono nello Stretto di Messina dove Spartaco, sperava di poter passare con i suoi uomini in Sicilia e liberare gli schiavi locali, ma i pirati della Cilicia con cui aveva concordato un aiuto non giunsero mai. Crasso poi costruì una palizzata che si estendeva dal mar Tirreno al mar Ionio tagliando in due il Bruttium, negando tutte le forniture di cibo ai ribelli.
Tuttavia, rientravano in quel momento Gneo Pompeo Magno che tornava dalla Hispania, dove aveva sconfitto Quinto Sertorio, con sette legioni e il proconsole Marco Terenzio Varrone Lucullo, che aveva sostenuto con successo una campagna in Tracia. Crasso, che voleva la gloria della vittoria, si rese conto che era a rischio perché avrebbe dovuto condividerla con chi sarebbe arrivato ad aiutarlo. Quando Spartaco tentò di porre fine alla guerra negoziando i Romani rifiutarono, in modo che il capo dei ribelli fu costretto a ordinare di rompere l'assedio. Dopo diversi tentativi falliti finalmente riuscirono, ma solo una parte di essi riuscì a fuggire.
Quelli che erano rimasti fuggirono verso le montagne della regione di Petelia (Bruttium). Qui, a quanto pare, una forza di 30 000 ribelli sotto il comando di Gannico e Casto si separò dal gruppo principale, e la metà di loro fu annientata nella Battaglia di Cantenna vicino a un lago in Lucania, ottenendo solo indebolire di ulteriormente l'esercito ribelle. In quel tempo la disciplina e la coesione delle truppe ribelli cominciò a rompersi e molti si dispersero. Stanco di fuggire, Spartaco e i suoi seguaci  decisero di affrontare Crasso su una piana attraversata dal Silario, l'odierno Sele.

## La battaglia
Dopo aver sfondato la fortificazione romana che li intrappolava in Calabria, Spartaco e i ribelli si diressero verso l'Apulia mentre Crasso tentò di attaccarli alle spalle ma l'unità di cavalleria comandata dal questore Gneo Tremellio Scrofa da lui inviata per intercettare i ribelli fu sconfitta e dispersa.
Poco dopo ci fu una nuova divisione fra i ribelli: 30 000 uomini comandati da Casto e Gannico si separarono da Spartaco e si diressero verso la Campania ma furono sconfitti presso Cantenna. Spartaco, dopo aver appreso della sconfitta di Casto e Gannico, si fermò ormai stanco di fuggire,  ordinò a circa 5000 uomini (con donne e bambini) di proseguire verso nord e si volse ad affrontare Crasso sul fiume Sele. I romani erano superiori numericamente e meglio armati: non avendo alcuna strategia da attuare, Spartaco decise di affrontare frontalmente i romani. La battaglia finale fu preceduta da numerosi e cruenti scontri; Plutarco narra che Spartaco prima di questa battaglia uccise il suo cavallo, dicendo che se avesse vinto avrebbe avuto tutti i cavalli che voleva, ma se avesse perso "non ne avrebbe più avuto bisogno". 
Durante lo scontro decisivo Spartaco sarebbe andato personalmente alla ricerca di Crasso per affrontarlo direttamente; egli non riuscì a trovarlo ma si batté con grande valore uccidendo anche due centurioni che lo avevano attaccato. 
Dalla narrazione di Plutarco risulta che Spartaco rimase al centro della mischia mentre i ribelli erano ormai in rotta disperdendosi. 
Circondato da un numero soverchiante di legionari venne «massacrato di colpi» e morì combattendo fino alla fine; il suo corpo non fu mai ritrovato.

## Conseguenze
La ribellione fu letteralmente annientata da Crasso; le forze di Pompeo non ingaggiarono mai direttamente il nemico, ma le sue legioni, scendendo da nord, furono in grado di catturare 5 000 ribelli che fuggivano dalla battaglia e che il generale romano «uccise tutti». Per questo motivo Pompeo inviò un messaggio al Senato romano, in cui diceva che sebbene fosse stato senza dubbio Crasso a sconfiggere gli schiavi in battaglia, lui aveva "estirpato la guerra fino alle radici", reclamando in questo modo gran parte del merito, e ottenendo l'ostilità di Crasso. La guerra causò, dunque, la rottura dei rapporti personali tra i due generali: a Pompeo fu infatti concesso il trionfo per la vittoria su Sertorio e sugli schiavi fuggiaschi, mentre Crasso poté ottenere soltanto l'ovazione.I due si riappacificarono soltanto dopo un decennio, quando costituirono assieme a Gaio Giulio Cesare il primo triumvirato.
Sebbene la gran parte degli schiavi fosse morta in battaglia, circa 6 000 sopravvissuti erano stati catturati da Crasso, che li mise tutti a morte mediante crocefissione sulla strada tra Capua e Roma.

### Fonti classiche
- Appiano, Storia romana, Vol. II: Guerre civili (libri I-II)
- Appiano, Storia romana, Vol. III: Guerre civili (libri III-V)
- Gaio Giulio Cesare, De bello gallico
- Tito Livio, Ab Urbe condita libri